# Peter Kondrát
Peter Kondrát (* 7. ledna 1969 Ilava) je bývalý český bobista.
Startoval na ZOH 1998 a 2002 v závodech čtyřbobů. V Naganu 1998 se česká posádka umístila na 13. místě. Po hrách v Salt Lake City 2002, kde Češi skončili na 15. místě, se rozhodl ukončit sportovní kariéru a věnovat se práci hasiče-záchranáře. Jako hasič slouží u Hasičského záchranného sboru hlavního města Prahy.[zdroj⁠?!]